# كانو (ولاية)
ولاية كانو هي إحدى الولايات الست وثلاثين المكونة لنيجيريا. والقلب الاقتصادي لنيجيريا والقلب الثقافي لغرب أفريقيا. وموطن معظم بليونيرات نيجيريا. الإنجليزية هي اللغة الرسمية إلا أن الهاوسا (المكتوبة بحروف عربية ولاتينية) تستخدم في جميع أنحاء الولاية.
وتوجد في هذة الولاية أقلية من الصوفية.

## أعلام
- أحمد إدريس
- الحاجي جيرو
- مارسيا كيور